# 자선 냄비

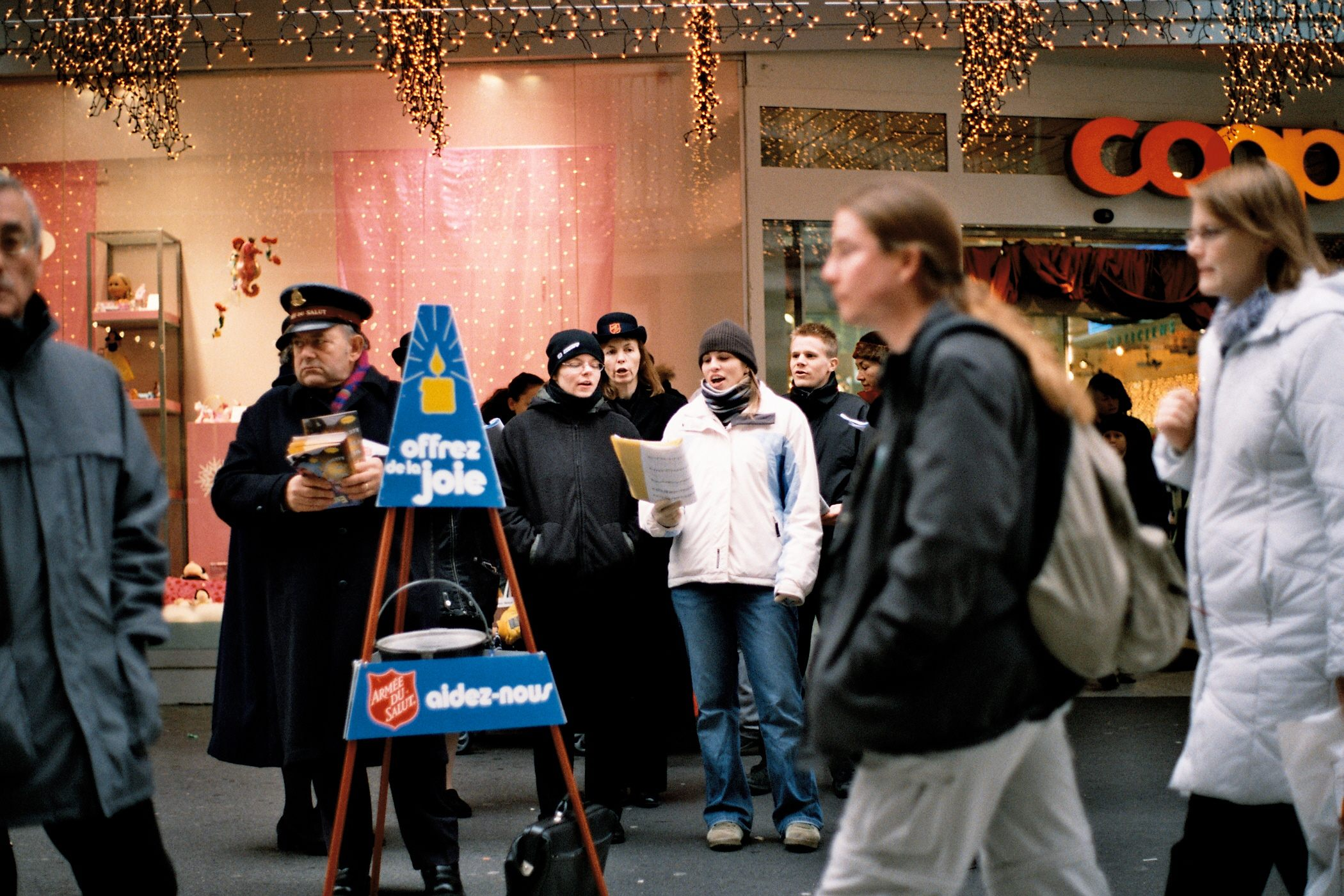
프랑스의 자선냄비

자선 냄비(慈善 ─ , 영어: Christmas Kettle, Red Kettle)는 개신교 교파인 구세군이 연말에 실시하는 가두 모금 운동이다. 1891년 샌프란시스코의 구세군 사관 조지프 맥피(Joseph McFee)에 의해 시작되었다.

## 유래

### 따뜻한 성탄
1891년 성탄이 가까워 오던 미국의 샌프란시스코에서 자선냄비는 그 첫 종소리를 울리게 되었다.
도시 빈민들과 갑작스런 재난을 당하여 슬픈 성탄을 맞이하게 된 천여 명의 사람들을 먹여야 했던 한 구세군 사관(조셉 맥피 정위)은 어떻게 이 문제를 해결할 수 있을까를 고민하던 중 기발한 생각이 떠올랐다. 바로 옛날 영국에서 가난한 사람들을 배려하기 위해 누군가가 사용했던 방법이었다.
그는 오클랜드 부두로 나아가 주방에서 사용하던 큰 쇠솥을 다리를 놓아 거리에 내걸었다.
그리고 그 위에 이렇게 써 붙였다.
"이 국솥을 끓게 합시다."얼마 지나지 않아 그는 성탄절에 불우한 이들에게 따뜻한 식사를 제공할 만큼의 충분한 기금을 마련하게 되었다.
이렇게 이웃을 돕기 위해 새벽까지 고민하며 기도하던 한 사관의 깊은 마음이 오늘날 전 세계 100여개국에서 매년 성탄이 가까워지면 실시하게 되는 구세군 자선냄비의 출발점이 되었다.
그리고 그 정신은 오늘날 모든 구세군 자선냄비의 종소리를 타고 우리 사회 깊숙이 파고들어 모든 이들에게 이웃사랑의 절실한 필요성을 되살려 주고 있으며, 모두가 더불어 잘 살아가는 아름다운 사회만들기에 기여하고 있는 것이다.

### 대한민국
우리나라에서는 1928년 12월 15일 당시 한국 구세군 사령관이었던 박준섭(조셉 바아) 사관이 서울 명동에 자선냄비를 설치하고 불우 이웃돕기를 시작하게 되었다.